# Надал Сергій Віталійович
Сергі́й Віта́́лійович На́дал (нар. 1 січня 1975, Тернопіль, УРСР) — український політик, громадський діяч, податківець. Член ВО «Свобода». Депутат Тернопільської обласної ради (2009).
Міський голова Тернополя з 30 листопада 2010 року.

## Життєпис

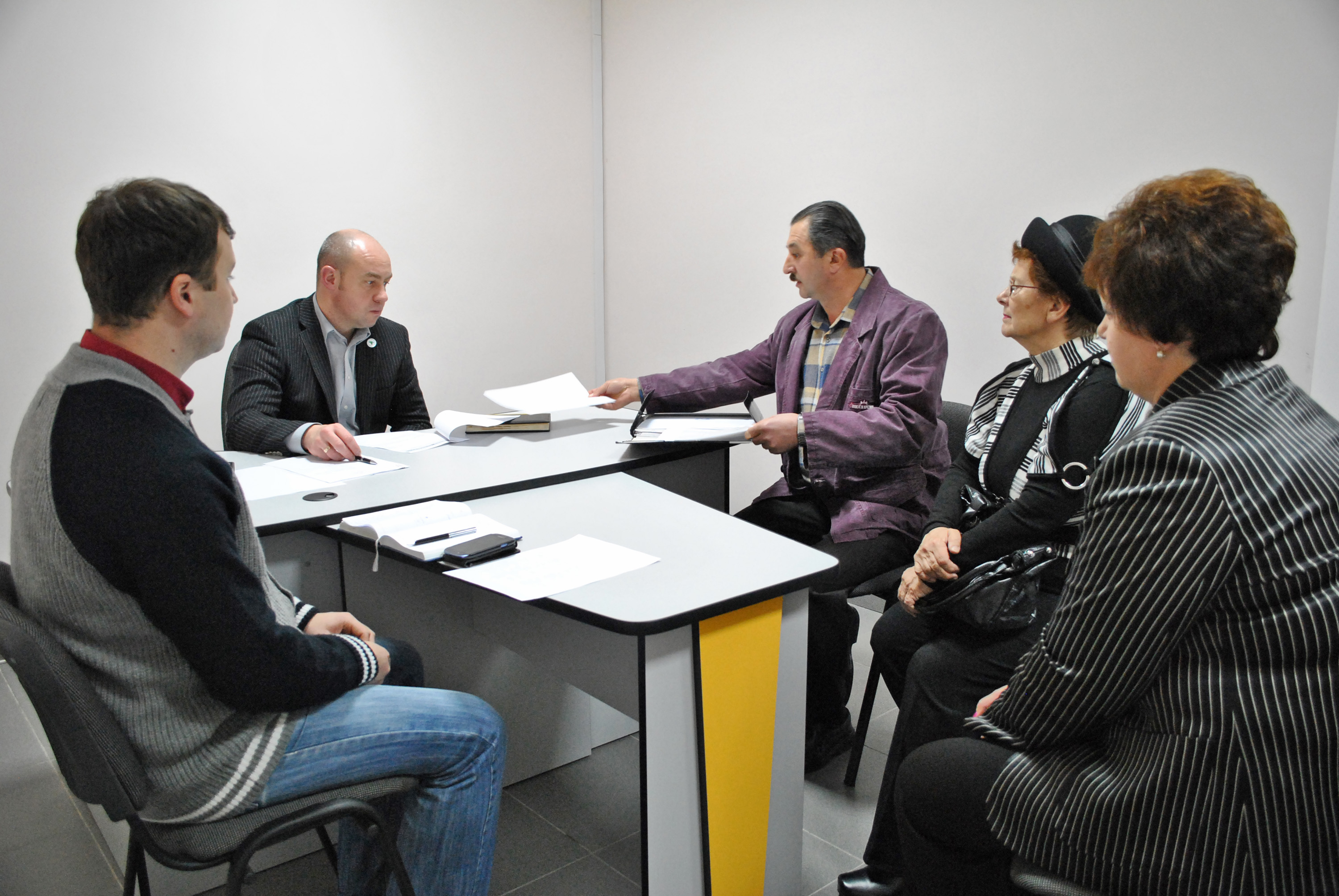
Міський голова Сергій Надал проводить прийом громадян у Центрі надання адміністративних послуг (ЦНАП). 20.11.2014.

Народився 1 січня 1975 року в Тернополі, де 1991 року закінчив школу № 17.
1991—1995 — навчався в Тернопільському комерційному інституті за спеціальністю «економіст, економіка та управління виробництвом». 1994 року почав працювати у податковій на посадах від податкового інспектора до начальника управління Державної податкової інспекції (1994—2005) та начальника відділу (2005—2007).
У 1997 році закінчив Тернопільську академію народного господарства за спеціальністю «Облік і аудит», 2001 року закінчив ту ж академію, магістр фінансів.
З липня 2007 року по квітень 2010 — перший заступник голови ДПА в Тернопільській області, радник податкової служби першого рангу.
З квітня 2010 року по липень 2010 року працював начальником Старокостянтинівської ОДПІ Хмельницької області (2010).

### Родина
Батько — Віталій Андрійович Надал (1950 р. н.) — судинний хірург; мати — Любов Степанівна Надал (1950 р. н.) — лікар Тернопільської міської лікарні швидкої допомоги.
Дружина — Олена Богданівна Надал (дівоче — Вербова, одружені з 1994 року) — службовець в обласному управлінні Держкомстату. Донька Анастасія.

### Наукова діяльність
Член Наглядової ради Західноукраїнського національного університету.
Член Наглядової ради Тернопільського медичного університету.
Член редакційної колегії 3-томного енциклопедичного видання «Тернопільщина. Історія міст і сіл».

### Громадська діяльність
Голова Тернопільської ГО «Українці допомагають українцям».
Голова Тернопільського регіонального відділення Асоціації міст України. Голова бюджетного комітету Асоціації міст України.
Почесний президент, член правління Федерація вільної боротьби Тернопільської області.
Засновник ГО Федерація хокею Тернопільської області. Член правління ГО «Центр Науки Тернополя». Засновник благодійної організації благодійного фонду «Єднання поколінь». Керівник громадської організації «Фонд розвитку міста Тернополя ім. Володимира Лучаковського».

### Політична діяльність
Член правління партії ВО «Свобода», голова тернопільської міської організації партії.
15 березня 2009 року обраний депутатом Тернопільської обласної ради (фракція ВО «Свобода»).
31 жовтня 2010 року був обраний міським головою Тернополя. 30 листопада 2010 року — розпочав виконання обов'язків міського голови.
На місцевих виборах у 2015 році у першому турі здобув перемогу, отримавши підтримку понад 60 % тернополян і ставши міським головою Тернополя вдруге.
На місцевих виборах 2020 року балотувався на посаду міського голови Тернополя. Був переобраний втретє з результатом 74,59 % голосів.
З 2011 по 2019 за даними дослідження громадської організації «Освітньо-аналітичний центр розвитку громад» на основі даних аналітичного порталу «Слово і Діло» визнано найвідповідальнішим міським головою України.

#### Мер Тернополя
З 2013 року на посаді мера Тернополя Надал ініціював відновлення дворів багатоповерхових будинків, включаючи капітальні ремонти дворів та міжбудинкових проїздів.
З 2012 року запропонував відновити міжнародні змагання з водно-моторного спорту на Тернопільскому ставі.
15 грудня 2013 року першим серед мерів обласних центрів міст публічно закликав до усунення злочинної влади Януковича у перші дні Революції Гідності.
У Тернополі у 2017 році, з ініціативи Сергія Надала, вперше в Україні почала працювати електронна безготівкова система оплати за проїзд у громадському транспорті з безкоштовним проїздом пільговими категоріями тернополян.
Надал ініціював проведення у Тернополі наукової конференції щодо спростування комуністичних міфів про українських героїв та у 2019 році першим серед мерів українських міст став ініціатором відновлення звання Героя України Степана Бандери та Євгена Коновальця.
У квітні 2021 року ініціював створення комісії для перевірки сховищ та укриттів Тернопільській громаді.
У січні 2022 року ініціював створення інтерактивної карти захисних споруд у Тернополі, доручив провести у школах та дитсадках Тернопільської громади навчання з евакуації.
Ініціював створення серед територіальних громад Реєстру переданої допомоги ЗСУ, у червні 2022 року створення ініціативи «Допомога армії від Тернополя», а у березні 2023 року ініціював програму Тернопільською міською радою для родин полеглих воїнів — «Діти Героїв Тернополя» та «Родини Героїв Тернополя».

## Розслідування
В вересні 2023 року журналістське розслідування виявило багатомільйонні статки в США, записані на 28-річну доньку Надала Анастасію.
У квітні 2023 року НАЗК порушило кримінальну справу проти Надала за звинуваченням у систематичному преміюванні себе протягом 2022 року. Обсяг преміальних міг сягати 250 % посадового окладу. 18 квітня суд визнав Надала невинним, не виявивши в його діях конфлікту інтересів і порушення законів.

## Нагороди
- орден Святого Рівноапостольного князя Володимира Великого III ступеня (2011)[33],
- почесна грамота Кабінету Міністрів України (2017)[34],
- орден «За заслуги» III ступеня (2018)[35],
- почесна грамота Верховної Ради України за особливі заслуги перед українським народом (2019)[36],
- заслужений економіст України (2021)[37].
- Офіційна подяка від Територіальної оборони Збройних сил України (2022)[38].
- Відзнака від Головного управління розвідки «За заслуги перед ГУР» (2023, 2024)[39].